# Chiesa di San Francesco all'Immacolata (Ragusa)
La chiesa di San Francesco all'Immacolata, edificata nella seconda metà del secolo XIII insieme al convento, fu dedicata a San Francesco D'Assisi ma conosciuta con il nome di Immacolata.

## Storia
È provata la presenza di una comunità francescana che nacque a Ragusa nel 1225 e che si stabilì nella periferia della città, dove si poteva condividere la vita dei poveri e mantenere un certo isolamento che favorisse la preghiera.
Il disastroso evento sismico del 1693 ridusse in rovine l'intero convento e provocò dei danni alla chiesa causando inoltre il cedimento della cella campanaria e dell'intero prospetto gotico; ma già nel 1711 i lavori di ricostruzione terminavano con la posa delle campane. 
Il portale del XIII secolo e la base della torre campanaria sono gli unici resti dell'originaria chiesa gotica.

## Interno
L'interno della chiesa, che risale alla fine del secolo XVI, è diviso in tre navate da due file di massicci pilastri. 
Impianto a tre navate, senza transetto. Navi ripartite da due file di sette pilastri cruciformi con capitelli ionici scolpiti in calcare ragusano. Navate laterali sono divise in cappelline quadrate ognuna delle quali sormontata da una cupoletta schiacciata a quattro vele, sei finestre per lato. Nove altari di cui tre di buona fattura sono allocati nell'area absidale. 

### Navata destra
- Prima campata.
- Seconda campata: Cappella del Beato Andrea. Sulla sopraelevazione dell'altare è custodito il dipinto raffigurante il Beato Andrea in estasi ritratto mentre riceve da un angelo una stola e visita gli ammalati da curare, nelle mani di un angelo un libro con lo stemma dei Conti di Segni, dipinto di Antonino Manoli del 1724 anno della beatificazione. 
  - Acquasantiera.
- Terza campata: varco laterale destro.
- Quarta campata: Cappella di San Giuseppe da Copertino. Sulla sopraelevazione dell'altare è custodito il dipinto raffigurante San Giuseppe da Copertino che adora la Croce, opera di Elia Interguglielmi del 1816.
- Quinta campata: Cappella di San Francesco. Sulla mensa è collocata la statua lignea raffigurante San Francesco d'Assisi. 
  - L'arcata è occupata dall'organo.
- Sesta campata: Cappella del Santissimo Crocifisso. Sulla sopraelevazione dell'altare è custodito il Crocifisso accompagnato da due quadri, il primo a destra raffigurante San Giovanni, mentre a sinistra l'Addolorata, entrambi di autore ignoti.

### Navata sinistra
- Prima campata:
- Seconda campata: Cappella di Sant'Antonio di Padova.
- Terza campata: Cappella della Sacra Famiglia. Sulla sopraelevazione dell'altare è custodito il dipinto raffigurante il Riposo della Sacra Famiglia, opera di Antonio Manoli.
- Quarta campata: Cappella del Beato padre Massimiliano Kolbe. Sulla sopraelevazione dell'altare è custodito il dipinto del 1991, opera realizzata dal ragusano Di Natale in memoria del sacrificio di Massimiliano Kolbe.
  - Pulpito addossato al pilastro. Sul pavimento di calcare e pece al centro della navata in corrispondenza del pulpito c'è una lastra tombale in pietra asfaltica con pregevole bassorilievo raffigurante un cavaliere in costume spagnolo che giace su un letto, con una mano sotto la guancia e l'altra che indica il castello, la lapide reca la data 1577.
- Quinta campata: varco.
- Sesta campata: Cappella della Risurrezione di Cristo. Sulla sopraelevazione dell'altare il quadro raffigurante la Resurrezione del XVIII secolo.

### Absidiole
- Absidiola destra: Cappella della Porziuncola. L'ambiente presenta un altare in marmo policromo adorno con una coppia di angeli reggilume, nel dipinto si ammira un San Francesco orante alla Porziuncola. Completano la cappella a destra la raffigurazione di Santa Chiara, a sinistra La comunione della Vergine in posizione genuflessa che riceve l'ostia da San Giovanni. Ai piedi dell'altare la tomba della famiglia La Rocca Impellizzeri.

- Absidiola sinistra: Cappella dell'Immacolata o Cappella dei Caijuli. Ambiente con altare in marmi policromi, cornici e volute con sopra angeli reggicandela che adornano e mettono in risalto il quadro raffigurante l'Immacolata Concezione di Antonio Manno del 1796.
  - Cappella degli Arezzo di Donnafugata: ambiente adiacente a settentrione. L'ambiente riunisce le sepolture dei proprietari dell'omonimo castello, con i tre sarcofagi e i mezzibusti di Concetta Arezzo di Trifiletti (16 giugno 1834 - 1 novembre 1887), della figlia Vincenzina morta prematuramente (23 settembre 1850 - 12 gennaio 1887) e dello stesso barone Corrado Arezzo de Spuches di Donnafugata che dapprima era sepolto al castello, ma che nel 1908 qui fu traslato. Questa cappella di famiglia è delimitata da un alto cancello in ferro battuto, opera del messinese Giuseppe Celesti, le opere marmoree, in marmo di Carrara, furono realizzate a Messina da Giovanni Scarfì ad eccezione di quello del barone che è più recente, opera di Gregorio Zappalà, noto scultore messinese, le decorazioni sono del pittore locale Agostino del Campo.

### Presbiterio
Tribuna lignea di inizio XIX secolo con altare maggiore in marmi policromi, arricchito anch'esso da due angeli reggicandela in marmo bianco, tutti gli angeli presenti negli altari absidali sono opera del palermitano Valerio Villareale. Nella nicchia la statua lignea raffigurante l'Immacolata Concezione del 1954, e il monumento funebre di tipo tardo rinascimentale con plinto di base che sorregge la cassa con piedi leonini e coperchio superiore con stemma sorretto da puttini, con le tombe di Maria Gallo e della figlia Mattea dentro l'arcosolio a destra. Volta ottagonale.

## Opere
- 1724, San Lorenzo martire sulla graticola, opera di Antonio Manoli.
- Madonna dell'Idria, dipinto di ignoto autore.
- Angelo Custode, dipinto di ignoto autore.

## Convento
Convento dell'Ordine dei frati minori conventuali si affaccia a settentrione sulla vallata San Leonardo, fu edificato nei primi anni del XVIII secolo sulle rovine dell'antico, franato a causa del terremoto. Costituito da un pianoterra e da un primo piano uniti da una splendida scalinata, interamente realizzata in pietra pece, con un parapetto carico di decorazioni e di sculture.